# CSU Metal Galați
CSU Metal Galați är en sportklubb från Galați, Rumänien. Klubben grundades första gången 1953.
Volleybollaget blev rumänska mästare fyra gånger (2006–07, 2007–08, 2008–09, 2009–10) och rumänska cupen tre gånger (2006–07, 2007–08, 2008–2009). Framgångsperioden slutade abrupt då klubben lades ner på grund av ekonomiska problem 1 juni 2010.
Klubben har sedan återgrundats och återkom till högsta serien 2018